# Utiroa
Utiroa ist ein Ort auf der Hauptinsel Nuribenua des Tabiteuea-Atolls in den zum Inselstaat Kiribati gehörenden Gilbertinseln im Pazifischen Ozean mit einer Landfläche von 0,85 km². Er gehört zum Distrikt North Tabiteuea. 2020 hatte der Ort 796 Einwohner.

## Geographie
Utiroa liegt im Süden der Insel, in der Nähe des Flugplatzes Tabiteuea Nord. Im Ort gibt es ein traditionelles Versammlungshaus (Utiroa Maneaba) und das Southern-Gilbert-Hospital. Etwas nördlich des Ortes liegt das Gebäude der Inselverwaltung. Der nächste Ort im Norden ist Eita.

## Klima
Das Klima ist tropisch heiß, wird jedoch von ständig wehenden Winden gemäßigt. Ebenso wie die anderen Orte des Tabiteuea-Atolls wird Utiroa gelegentlich von Zyklonen heimgesucht.

## Geschichte
Die Siedlung war 1841 Schauplatz der Battle of Drummond’s Island (Schlacht von Drummond’s Island), als Mitglieder der wissenschaftlichen United States Exploring Expedition das Dorf angriffen und niederbrannten, nachdem sie die Bewohner des Mordes an einem Expeditionsmitglied beschuldigt hatten.